# Маканай: Готовим для дома майко
«Маканай: Готовим для дома майко» — художественный сериал японского режиссёра Хирокадзу Корээды, главные роли в котором сыграли Нана Мори и Нацуки Дэгути. Литературной основой сценария стала манга «Кухарка в доме майко». Премьера сериала состоялась 12 января 2023 года на Netflix.

## Сюжет
Главные героини сериала — две молодые девушки, которые приезжают в Киото, чтобы стать майко (ученицами гейш). Одной из них говорят, что гейша из неё не получится; тогда девушка остаётся с подругой в доме для майко, чтобы готовить для остальных.

## В ролях
- Нана Мори
- Нацуки Дэгути

## Премьера и восприятие
В сентябре 2022 года вышел трейлер сериала. Премьера состоялась 12 января 2023 года на Netflix.
Рецензент Диего Батлле из Otros Cines назвал сериал «утонченным, спокойным, задумчивым, красивым, интимным, чувствительным и определенно нежным». По его мнению, шоу никогда не теряет своё очарование «даже при определённых живописных излишествах».
Энджи Хан из The Hollywood Reporter пишет, что в сериале нет драматических поворотов; вместо этого в нём представлены «знакомые ритмы повседневной жизни: праздная болтовня соседей по комнате за завтраком, спешка с приготовлениями перед выступлением, скрип лопаты по снегу…». Герои шоу полностью оторваны от внешнего мира, они связаны не с современной японской культурой, знакомой миру, а с традиционной.